# Nick Roux
Nicholas Edward Roux, mais conhecido como Nick Roux (Trabuco Canyon, Califórnia, 13 de dezembro de 1990) é um ator e cantor estadunidense, que ficou conhecido pelo personagem Scott Pickett no filme Lemonade Mouth de 2011 , original do Disney Channel. Nick protagonizou a série, de uma temporada, Jane By Design no papel de Billy Nutter melhor, amigo de Jane (Erica Dasher), em 2012. Em 2014 fez uma participação na série Pretty Little Liars onde atuou como Riley, par romântico de Aria, no episódio 23 "Cover for Me" da 4ª temporada.

## Carreira
Em 2010, Nick Roux apareceu como estrela convidada na série da Disney Channel, Zack & Cody: Gêmeos a Bordo interpretando Jean Luc no episódio "
1. ↑  «Lemonade Mouth, a Disney Channel Original Movie Set To Premiere Friday, April 15 on a Disney Channel». disneychannelmedianet.com. 17 de agosto de 2011. Consultado em 18 de dezembro de 2010. Arquivado do original em 17 de setembro de 2017
2. ↑  «Lemonade Mouth: Full cast». IMDB. 17 de agosto de 2011. Consultado em 18 de dezembro de 2010